# Хеллер, Джерри
Джеральд «Дже́рри» Хе́ллер (англ. Gerald E. "Jerry" Heller; 6 октября 1940, Шейкер-Хайтс, Огайо — 2 сентября 2016) — менеджер рэп-группы N.W.A и рэпера Eazy-E. Являлся одним из основателей и главным исполнительным директором (менеджером) Ruthless Records. Являлся менеджером у таких групп как Average White Band (Marvin Gaye, Michel’le, A.L.T. и Frost), а также Creedence Clearwater Revival (Van Morrison и Otis Redding).

## Управление ростом рэпа Западного побережья
В 1980-х годах начал управление зарождающейся в то время Лос-Анджелесской хип-хоп сцены, многие из рэперов были записаны на Macola Records в Голливуде. Он управлял группой N.W.A., членом которой был Ice Cube а также World Class Wreckin’ Cru, в которой состояли Dr. Dre и DJ Yella. 3 марта 1987 года, в Комптоне, штат Калифорния, он встретил рэпера Eazy-E и стал генеральным менеджером его лейбла — Ruthless Records.
Также управлял N.W.A. Под руководством Хеллера и Eazy-E, Ruthless Records имели шесть платиновых релизов в течение трех лет: Supersonic (J.J. FAD), Eazy-Duz-It (Eazy-E), Straight Outta Compton (N.W.A), No One Can Do It Better (The D.O.C.), дебютный альбом Michel’le, и Niggaz4Life (N.W.A).

## Death Row Records и Лига Защиты Евреев
Во время выхода Dr. Dre из Ruthless Records, Хеллер и директор Ruthless, Майк Клейн обратились за помощью к Лиге Защиты Евреев пишет Клейн:. «Лига Защиты предложила предоставить телохранителей Eazy-E, когда Suge Knight якобы угрожал ему в начале 1990-х». Это дало Ruthless Records право вступить в переговоры с Knight по поводу отъезда Dr. Dre. ФБР начало расследование по подозрению в отмывании денег, предполагая, что JDL вымогали деньги у Ruthless Records. Представитель JRV, Ирв Рубин опубликовал пресс-релиз о том, что «Ничего не было, кроме близких, тесных взаимоотношений» между Eazy-E и Лигой.
Рассказал об отношениях JDL с Ruthless даже больше, чем ФБР уже знали. В частности, он заявил, что Eazy-E угрожали смертью, и было обнаружено, что он был в списке нацистских скинхедов. Хеллер предположил, что это могло быть из-за песни N.W.A «Fuck the Police»: «Это не секрет, что в период, после наездов Suge Knight, Eazy был вынужден разорвать контракты с Dr. Dre, Michel’le, и D.O.C., а Ruthless были защищены службами Израильской безопасности.» Он также утверждал, что Eazy-E восхищался JDL за их лозунг «Never Again» (Никогда больше), и что он планирует сделать фильм о группе.

## После N.W.A
N.W.A распалась в 1991 году. Вскоре Ruthless выпустили платиновый релиз Bone Thugs-N-Harmony хиты середины 1990-х годов. Хеллер продолжал работать в сфере рэпа, что вызвало рост латиноамериканского хип-хопа в Hit-a-Lick-Records.
Мемуары Хеллера, Ruthless написанные с Джил Реавилл, были опубликованы издательством Simon & Schuster/Simon Spotlight Entertainment в 2006 году.
Был женат на бывшей актрисе Гейл Штейнер и жил в городе Калабасасе, штат Калифорния.

## В популярной культуре
- В байопике 2015 года «Голос улиц» роль Хеллера исполнил популярный актёр Пол Джаматти.[9]